# مالكولم موراي
مالكولم موراي (بالسويدية: Malcolm Murray)‏ هو عسكري سويدي، ولد في 7 سبتمبر 1904 في مقاطعة ستوكهولم في السويد، وتوفي في 21 أبريل 1995 في Johannes parish ‏ في السويد.